# Hydrornis baudii
La pita cabeciazul o pita de cabeza azul (Hydrornis baudii) es una especie de ave paseriforme de la familia Pittidae endémica de Borneo. Está en peligro por la pérdida de hábitat.

## Descripción
Es una pita de tamaño mediano, mide unos los 17 cm de longitud. El plumaje del macho es de colores brillantes, la corona es de color azul, la región auricular negra, la garganta blanca, el dorso de color rojo castaño, la cola y el vientre azul violeta y las alas negras marcadas con blanco. Los colores de la hembra son más apagados, el dorso y la cabeza son de color ante y la cola azul.

## Reproducción
Se cree que es un criador estacional, ya que se han encontrado aves en condiciones reproductivas en el medio del año (marzo a junio) y una hembra que estaba a punto poner fue encontrada en julio. También fueron encontradas aves jóvenes en los nidos entre mayo y octubre. El nido es típico de la familia, una cúpula redonda de hojas con una entrada lateral, cerca o en el suelo. En los nidos examinados se hallaron dos huevos.

## Distribución y hábitat
La especie es endémica de la isla de Borneo. Habita en bosque perennifolio de tierras bajas. Por lo general vive por debajo de los 600 m, pero hay registros sin verificar de hasta 1200 m.